# Incidentul armat de la Țigani (Crișeni) din 14 ianuarie 1919
Incidentul armat de la Țigani (actual Crișeni) din 14 ianuarie 1919 a fost un incident militar care a avut loc în zona Sălajului, în timpul  operației de ocupare a unui nou aliniament al liniei de demarcație din Transilvania dintre trupele române și ungare. În incident au fost implicate trupe maghiare ale Regimentului 24 Infanterie Honvezi  din Divizia Secuiască și trupe românești din Regimentul 16 Infanterie al Diviziei 7 Infanterie.
Ciocnirea în cauză a avut loc în arealul localității Țigani (în maghiară Cigányi) în zona triunghiului de deviație al căii ferate care ducea spre Zalău și a avut cauze încă neclare. Ea a survenit atât în contextul unor note ultimative prealabile schimbate între comandanții militari locali maghiar și român, privind deplasarea în arealul apropiat a propriilor trupe, cât și al unei aparente înțelegeri prealabile privind subiectul în cauză (negociată însă de pe poziții de forță). 
În evenimentul respectiv, soldat cu 6 morți, 13 răniți și 7 dispăruți din partea românilor, au fost implicate de ambele părți forțe militare de dimensiunea unui batalion.

## Contextul

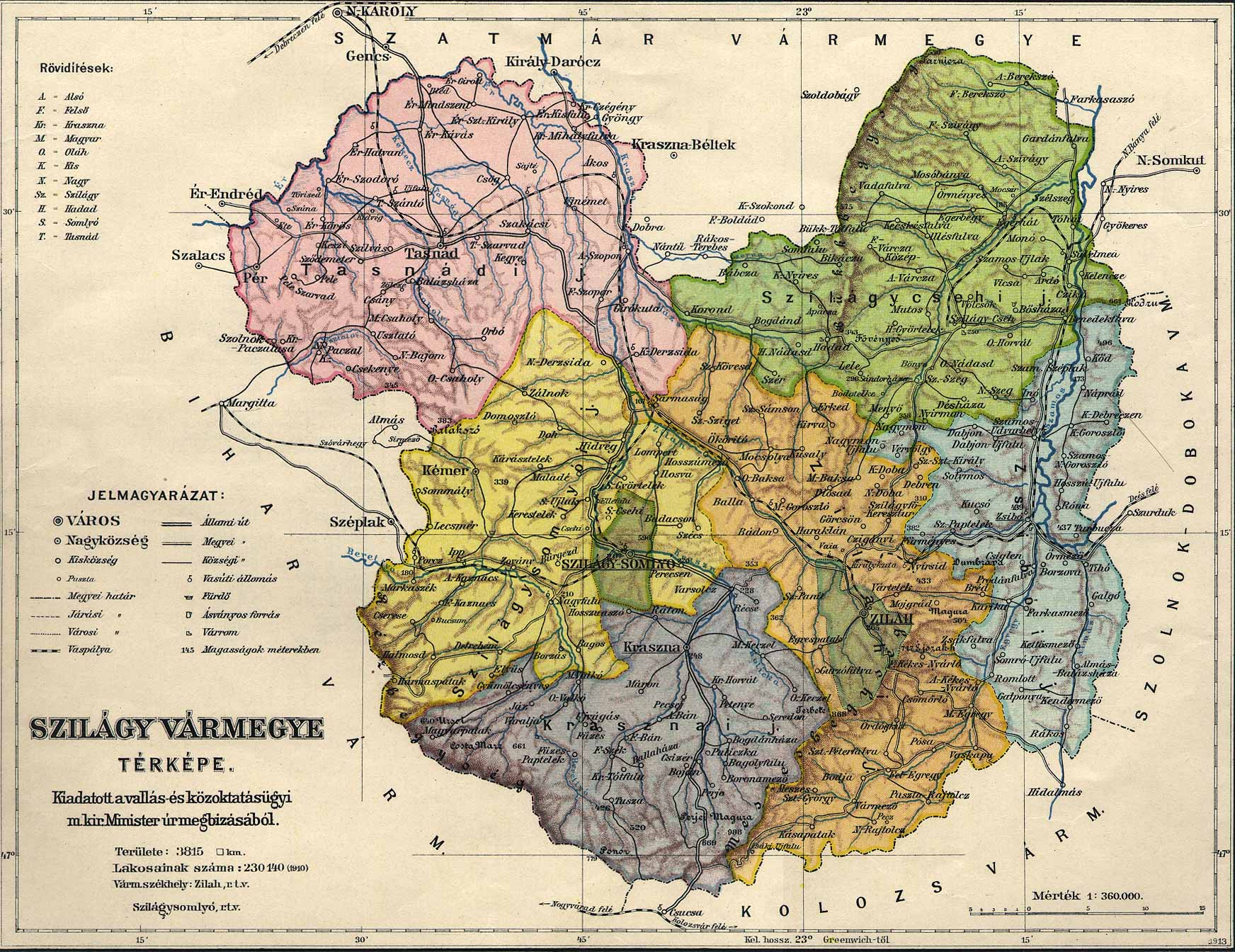
Comitatul Sălaj

În timpul operației de ocupare a liniei de demarcație din Transilvania dintre trupele române și ungare, pentru asigurarea unui nou aliniament au fost destinate Brigăzile 13 și 14 din Divizia 7 Infanterie, respectiv Regimentele 14 Infanterie pentru Baia Mare și Sighetu Marmației și 16 Infanterie pentru Jibou și Zalău. Ocuparea regiunii Baia Mare – Jibou – Zalău asigura Armatei României stăpânirea văii Someșului mijlociu și a căii ferate de pe această vale. De asemenea, asigura stăpânirea nodului de comunicații reprezentat de Jibou, care asigura legătura dintre calea ferată de pe valea Someșului și cea care ducea la Carei.
Pe noul aliniament destinat a fi ocupat de către trupele române urmau să fie dislocate efective militare reduse. Ca atare, spiritele înfierbântate din trupele maghiare cantonate în Zalău, dintre care cu precădere se distingea maiorul Mihály Gyurotsik (a cărui familie locuia însă chiar în oraș), au fost predispuse la o atitudine belicoasă.

## Preludiul
La începutul lunii ianuarie trupele române au avansat pe teren, preluând localitatea Jibou, în care au intrat la 11 ianuarie 1919, după ce o tentativă de captuarea de către trupele ungare a trenului care transporta trupele române spre Jibou și Baia Mare, a eșuat.[A] Ulterior soldații maghiari s-au retras spre Cuceu și Zalău. Un nou incident a fost cât pe ce să se producă, în momentul în care cele două companii românești lăsate la Zalău și sprijinite de Garda Națională Română din zonă au primit de la Zalău tot în ziua de 11 ianuarie, un ultimatum semnat de maiorul Gyurotsik. În acesta, Gyurotsik a acordat trupelor române 4 ore pentru părăsirea Jiboului, în caz contrar urmând să fie folosită forța armelor. Ca efect al medierii comandantului Gărzilor Naționale Române[B] și a președintelui Consiliului Național Maghiar[C] din Jibou, un ordin de contramandare a acțiunii confirmat de către István Apáthy (Comisarul General al Ungariei de Răsărit din Cluj)trupelor ungare de la Cuceu,  a pus capăt tentativei respective.
Succesiv intrării în localitate a Batalionului 2 din Regimentul 16 Infanterie „Suceava” comandat de maiorul Rozin, parlamentari veniți de la Zalău la punctul de comandă al subunității au solicitat ca timpul acordat retragerii trupelor ungare din oraș dincolo de linia de demarcație să fie de 10 zile. De asemenea, ei au cerut ca Garda Națională Maghiară din Zalău să funcționeze în continuare. În timpul tratativelor, parlamentarii maghiari au oferit asigurări precum că evacuarea orașului se va produce în liniște și că predarea localității se va desfășura fără incidente, prin cooperarea autorităților administrative cu Garda Națională Română.

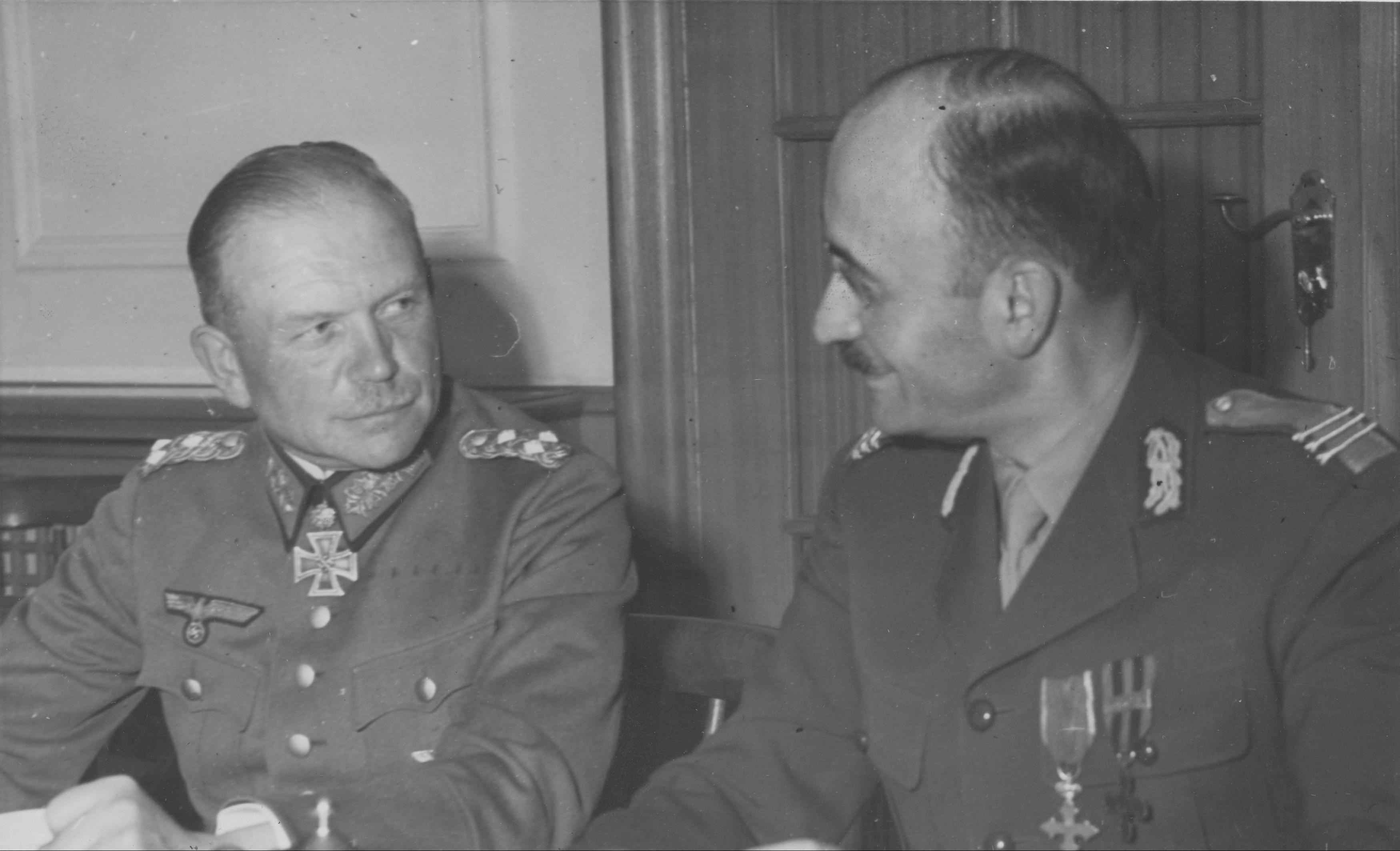
În dreapta fostul maior ajuns general Gheorghe Rozin (aici într-o imagine din 1944, alături de generalul Heinz Guderian)

În replică, maiorul Rozin a refuzat cea de-a doua solicitare[D] și a acordat un timp de 48 de ore pentru evacuarea orașului de către trupele Regimentului 24 Infanterie Honvezi.

## Incidentul
La 1/14 ianuarie, două companii și două secții de mitraliere românești au pornit spre Zalău pentru a prelua orașul sub control. Ceea ce s-a întâmplat a reprezentat conform istoricului maghiar Gottfried Barna, un act de forță din partea trupelor române. Conform lui Barna sursele sunt însă neclare, neexplicând totuși de ce în pofida acordului încheiat, ciocnirea a avut loc. În opinia sa dorința românilor de intra în posesia localități mai înaine ca aceasta să fie evacuată de trupele ungare, a fost în speță mobilul datorită căruia s-a declanșat conflictul. Conform istoricului român Cornel Grad, trupele române au așteptat însă îmbarcate în tren  în gara Gârceiu retragerea ultimelor trupe maghiare, după care s-au pus în mișcare spre gara Țigani.
În triunghiul de deviație al căii ferate care ducea spre Zalău, linia fusese însă minată de trupele maghiare, care au oprit trenul cu soldați români în apropiere de gara Țigani (la 5 km nord de Zalău) și l-au luat cu asalt. În contrapartidă, restul Batalionului 2 din Regimentul 16 Infanterie s-a regrupat venit fiind de la Jibou, pe dealurile Ortelecului și a contraatacat. Lupta a continuat până ce regimentul maghiar a părăsit orașul.
Trupele române au recuperat trenul în ziua de 1/14 ianuarie 1919 și au ocupat  teritoriul până la linia de demarcație – dincolo de care s-au repliat trupele ungare. La 2/15 ianuarie 1919, soldații români au intrat în Zalău.

## Epilog
| Imagine indisponibilă                                             |  | Imagine indisponibilă                                                     |
| Generalul Constantin Neculcea, comandant al Diviziei 7 Infanterie |  | Profesorul István Apáthy, Comisar General al Ungariei de Răsărit din Cluj |

Incidentul s-a soldat din partea românilor cu 6 morți, 13 răniți și 7 dispăruți. Dintre cei morți, unul a fost ucis în timpul atacului, iar ceilalți 5 care erau conducători de căruțe, după ce au fost capturați. Toți au fost înmormântați cu onoruri militare, în cimitirul orașului. Cei răniții au fost duși pentru a fi îngrijiți la Spitalul Orășenesc din Zalău.
O anchetă privind incidentul s-a derulat sub conducerea generalilor român Neculcea – comandant al Diviziei 7 Infanterie și a celui francez Henry Patey. Concluzia anchetei a fost că vinovăția aparține autorităților maghiare. La Zalău a fost găsită o telegramă venită din partea Comisarului General al Ungariei de Răsărit din Cluj, profesorul István Apáthy, prin care trupele ungare erau îndemnate să opună rezistență. Generalul Neculcea a dispus ca Apáthy să fie arestat și judecat, iar municipalitatea clujeană a fost obligată să plătească 900.000 de coroane familiilor celor decedați în incident și să susțină financiar plata cheltuielilor de înmormântare, precum și ridicarea unui monument dedicat victimelor atacului. De asemenea, notabilitățile din Zalău și din localitățile învecinate au fost arestate.[E] În 1920, monumentul a cărui ridicare a fost decisă de generalul Neculcea, a fost inaugurat în prezența generalului Petala.
Dupa cele întâmplate la Țigani, subunitatea lui Gyurotsik (ofițerul direct implicat în evenimente), a fost transferat la Hajdúszoboszló, langă Debrecen. În scurt timp acesta a revenit în Sălaj, fiind dislocat la Nușfalău și Șimleu Silvaniei.  Familia lui Gyurotsik a rămas însă la Zalău, ceea ce se va dovedi important, ulterior.[F]